# اچ‌ام‌سی‌اس اونونداگا (اس۷۳)
اچ‌ام‌سی‌اس اونونداگا (اس۷۳) (به انگلیسی: HMCS Onondaga (S73)) یک زیردریایی است که طول آن ۲۹۵٫۲۵ فوت (۸۹٫۹۹ متر) می‌باشد. این زیردریایی در سال ۱۹۶۵ ساخته شد.